# Rejectaria cocytalis
Rejectaria cocytalis là một loài bướm đêm trong họ Noctuidae.